# Telenarconovela
 (août 2024).
Si vous disposez d'ouvrages ou d'articles de référence ou si vous connaissez des sites web de qualité traitant du thème abordé ici, merci de compléter l'article en donnant les références utiles à sa vérifiabilité et en les liant à la section « Notes et références ».
Les telenarconovelas ou télénarconovelas et/ou narconovelas (télé narco romances, traduction littéraire) sont les nouveaux feuilletons quotidiens de soirée des pays hispanophones.

## Description et histoire
Le mot telenarconovela ou narconovela est un mot espagnol, formé d'après les mots televisión qui veut dire « télévision » — narco — qui veut dire « narcotrafiquant » — et novela — qui veut dire « roman », c'est-à-dire histoire longue.
Prenez une telenovela mexicaine classique, transposez-la dans l’univers violent d’un cartel de la drogue et vous obtenez une narconovela, un concept hybride qui explose actuellement en Amérique du Sud, au Mexique et aux États-Unis. Ces feuilletons quotidiens qui mélangent dope, romances interdites et crimes crapuleux rivent actuellement des millions d’accros hispanophones à leur poste. Plus « caliente » que ça comme phénomène, c’est la combustion spontanée. 
C’est un nouveau genre très récent, apparu dans les années 2000 à la télévision américaine.
Aujourd'hui, ce style de fiction s'apparente plus à une série novela qu'une véritable telenovela.
Le célèbre réseau Telemundo (États-Unis), qui produisait jusqu’alors surtout majoritairement des telenovelas s’y est lancé en 2008 avec Sin senos no hay paraíso en collaborant avec RTI Producciones (Colombie) puis le succès immédiat étant au rendez-vous, c’est un enchaînement qui a suivi dans la foulée avec entre autres le grand succès en 2011 de La Reina del sur. Caracol Televisión (Colombie) s’associe à Telemundo en 2012 pour la production et diffusion de Pablo Escobar el patrón del mal qui rencontre son public. En 2013, Telemundo et Argos Comunicación (Mexique) lance ses dites « súper series » avec El señor de los Cielos, qui aujourd’hui compte en tout six saisons au compteur, diffusées entre 2013 et 2018 tout en continuant la production de telenovelas en parallèle. Puis en 2014, ça se poursuit avec Señora Acero. Le budget est cependant plus lourd qu’une telenovela classique, ce qui explique un plus faible nombre d’épisode, ne dépassant généralement pas 70, hors qu’une telenovela peut contenir jusqu’à 160 épisodes, voire davantage.

## Telenarconovelas américano-colombiennes-mexicaines connues
- 2008 : Sin senos no hay paraíso
- 2011 : La Reina del sur
- 2012 : Pablo Escobar : el patrón del mal
- 2013 : El señor de los Cielos (en cours de production)
- 2014 : Camelia la texana
- 2014-2019 : Señora Acero
- 2015 : Dueños del paraíso
- 2016 - 2017 : La querida del Centauro
- 2016 : Sin senos sí hay paraíso (en cours de production)
- 2016 - 2017 : El Chema
- 2018 : Enemigo íntimo (en cours de production)